# ارمنستان در مسابقه آواز یوروویژن ۲۰۱۷
ارمنستان در مسابقه آواز یوروویژن ۲۰۱۷ (انگلیسی: Armenia in the Eurovision Song Contest 2017) که در کیف، اوکراین برگزار شد، با ترانه "Fly with Me" شرکت کرد. این ترانه توسط لیلیت ناوَساردیان (Lilith Navasardyan)، لِوون ناوَساردیان (Levon Navasardyan)، آوت بارسِغیان (Avet Barseghyan) و دیوید تسِرونیان (David Tserunyan) نوشته شده بود و توسط آرتسویک (Artsvik) اجرا شد.
آرتسویک از طریق فینال ملی Depi Evratesil که توسط شبکه تلویزیونی عمومی ارمنستان (AMPTV) برگزار شد، به‌عنوان نماینده ارمنستان انتخاب گردید. این فینال ملی در مدت سه ماه برگزار شد و ۷۵ شرکت‌کننده در آن رقابت کردند. در نهایت، دو شرکت‌کننده به مرحله نهایی رسیدند که در تاریخ ۲۴ دسامبر ۲۰۱۶ برگزار شد. در این مرحله، ترکیبی از آرای هیئت داوران و رأی عمومی آرتسْویک را به‌عنوان برنده انتخاب کرد.
ترانه "Fly with Me" که برای یوروویژن ۲۰۱۷ انتخاب شد، به‌طور داخلی توسط تیم تولید انتخاب گردید و در تاریخ ۱۸ مارس ۲۰۱۷ به‌طور رسمی به عموم معرفی شد.
"Fly with Me" یک اثر پاپ با تمی حماسی و پیام الهام‌بخش دربارهٔ آزادی و امید بود. اجرای آرتسویک در یوروویژن، با صحنه‌آرایی زیبا و صدای قدرتمند او، توانست توجه زیادی را جلب کند. این ترانه نمایانگر یکی از تجربیات برجسته ارمنستان در تاریخ یوروویژن بود.
ارمنستان در نیمه‌نهایی اول مسابقه یوروویژن ۲۰۱۷ که در تاریخ ۹ مه ۲۰۱۷ برگزار شد، با ترانه "Fly with Me" به رقابت پرداخت. این ترانه که توسط آرتسویک اجرا شد، در جایگاه ۱۶ برنامه اجرا شد. پس از پایان نیمه‌نهایی، اعلام شد که "Fly with Me" در میان ۱۰ اثر برتر قرار گرفته و به این ترتیب توانست به فینال یوروویژن ۲۰۱۷ که در تاریخ ۱۳ مه ۲۰۱۷ برگزار شد، صعود کند.
بعد از نیمه‌نهایی، مشخص شد که ارمنستان در این بخش از مسابقه در جایگاه هفتم از میان ۱۸ کشور شرکت‌کننده قرار گرفت و ۱۵۲ امتیاز کسب کرد.
در فینال یوروویژن ۲۰۱۷، ارمنستان در جایگاه ۵ اجرا شد. با این حال، در نهایت ترانه "Fly with Me" در جایگاه هجدهم از میان ۲۶ کشور شرکت‌کننده قرار گرفت و ۷۹ امتیاز کسب کرد. این نتیجه برای طرفداران ارمنستان ناامیدکننده بود، زیرا توقعات از آرتسْویک و این ترانه با پیام مثبت خود بالا بود، اما نتایج نهایی در مقایسه با پیش‌بینی‌ها کمتر از حد انتظار بود.

## تاریخچه
قبل از مسابقه ۲۰۱۷، ارمنستان ده بار از زمان اولین حضورش در مسابقه آواز یوروویژن ۲۰۰۶ در مسابقه آواز یوروویژن شرکت کرده بود. بالاترین رتبه آن‌ها در این مسابقه تا این مرحله رتبه چهارم بوده است که این کشور در دو نوبت در سال ۲۰۰۸ با آهنگ "کله کله" با اجرای سیروشو و در سال ۲۰۱۴ با آهنگ "تنها نیستی " با اجرای آرام ام‌پی۳ به آن دست یافت. ارمنستان تا این مرحله تنها در یک مورد در سال ۲۰۱۱ نتوانسته بود به فینال راه پیدا کند. این کشور در سال ۲۰۱۲ به دلیل تنش‌های طولانی مدت با کشور میزبان آن زمان جمهوری آذربایجان برای مدت کوتاهی از مسابقه کنار رفت. در سال ۲۰۱۶، " موج عشق " با اجرای ایوتا موکوچیان در رده هفتم فینال قرار گرفت.
پخش کننده ملی ارمنستان، تلویزیون عمومی ارمنستان شبکه ارمنستان ۱ (AMPTV)، این رویداد را در ارمنستان پخش می‌کند و فرایند انتخاب برای ورود این کشور را سازماندهی می‌کند. ارمنستان ۱ قصد خود را برای شرکت در مسابقه آواز یوروویژن ۲۰۱۷ در ۳۰ ژوئن ۲۰۱۶ تأیید کرد. ارمنستان در گذشته از روش‌های مختلفی برای انتخاب شرکت کننده ارمنستان مانند یک فینال زنده تلویزیونی ملی برای انتخاب مجری، آهنگ یا هر دو برای رقابت در یوروویژن استفاده کرده است. با این حال انتخاب‌های داخلی نیز در مواردی برگزار شده است. از سال ۲۰۱۴، پخش کننده به صورت داخلی هم هنرمند و هم آهنگ را انتخاب کرد. با این حال، شبکه ارمنستان ۱ همراه با تأیید شرکت خود اعلام کرد که یک فینال ملی برای انتخاب مجری ارمنی برای مسابقه ۲۰۱۷ با انتخاب داخلی آهنگ برگزار خواهد شد.